# ニューズ・フロム・ベイブル
ニューズ・フロム・ベイブル（News from Babel）は、1983年にクリス・カトラー、リンジー・クーパー、ジーナ・パーキンス、ダグマー・クラウゼによって結成された英国の前衛的なグループである。彼らは複数のゲスト・ミュージシャン（ロバート・ワイアットを含む）と、2枚のスタジオ・アルバムを作成し、1986年に解散した。

## 略歴
イングランドのアヴァン・ロック・グループであるヘンリー・カウ（1968年–1978年）をきっかけとして、歌を志向するグループであるアート・ベアーズ（1978年–1981年）が、ドラマーのクリス・カトラー、マルチ楽器奏者のフレッド・フリス、歌手のダグマー・クラウゼというヘンリー・カウ出身の3人によって結成された。さらに、アート・ベアーズがきっかけとなり、カトラー、クラウゼ、ヘンリー・カウの木管奏者だったリンジー・クーパー、米国のハープ奏者であるジーナ・パーキンスを含むニューズ・フロム・ベイブルが1983年に登場した。それはパーキンスが最初に関わった「ロック・グループ」であり、ハープと一緒にレコーディングしたのは初めてのことだった。この新グループは、歌曲を中心としたアート・ベアーズのアプローチに沿っていたが、音楽的な重点は異なるものだった。クーパーが音楽を作曲し、カトラーが曲のテキストを書いた。
ニューズ・フロム・ベイブルは、純粋にスタジオ・グループであり、その結成、名前、およびファースト・アルバムは、文芸評論家のジョージ・スタイナーによって1975年に発表された言語と翻訳に関する書籍『バベルの後に 言葉と翻訳の諸相 (After Babel)』に触発されたものだった。グループについてのコメントを、カトラーは次のように述べた。「悪い運命の渦中にあっても希望に満ちた場所から届く手紙やニュース放送としてのレコードというアイデアが好きだったんです」。1983年に、彼らはゲスト・ボーカリストのフィル・ミントンとともに、バベルの塔を指し示すタイトルである『Work Resumed On The Tower』というアルバムを録音した。同時に、彼らは「Contraries」という曲も録音した。これは、パーキンス/カトラーの作曲で、『Work Resumed On The Tower』予約特典のシングルとしてリリースされた。1986年に、彼らはシルヴィア・プラスの書籍の1つのタイトルにちなんで名付けられたアルバム『Letters Home』を作り出した。この段階までにクラウゼはグループを去っていたが、彼女はまだアルバムにゲストとして参加した。また、ゲスト・ボーカリストとしてロバート・ワイアット、サリー・ポッター、フィル・ミントンを、加えてアルバムをプロデュースしたギタリストのビル・ジローニスをフィーチャーした。
両方のアルバムにおけるクーパーの音楽はロック、ジャズ、キャバレーのブレンドであり、カトラーの歌詞は文学的で、マルクス主義のテーマと個人的な疎外感を探求している。グループはセカンド・アルバムを録音した後、1986年に解散した。
ニューズ・フロム・ベイブルの音楽は、2014年11月にイギリスで2回、イタリアで1回、「A Celebration of Lindsay Cooper November 2014」にて、元メンバーのカトラー、クラウゼ、パーキンスとミントンらによって初めてライブ演奏された。

## メンバー
- リンジー・クーパー (Lindsay Cooper) - キーボード、バスーン、ソプラノ・サックス、アルト・サックス、管楽器、マリンバ、全作曲 (「Contraries」を除く)
- クリス・カトラー (Chris Cutler) - ドラム、エレクトロニクス、パーカッション、全作詞
- ジーナ・パーキンス (Zeena Parkins) - ハープ、プリペアド・ハープ、エレクトリック・ハープ、アコーディオン、「Contraries」作曲
- ダグマー・クラウゼ (Dagmar Krause) - ボーカル (1983年–1984年)

### ゲスト・ミュージシャン
- 『Sirens & Silences / Work Resumed On The Tower』ゲスト
  - フィル・ミントン (Phil Minton) - トランペット、ボーカル
  - ジョージー・ボーン (Georgie Born) - ベース
- 『Letters Home』ゲスト
  - ロバート・ワイアット (Robert Wyatt) - ボーカル
  - ダグマー・クラウゼ (Dagmar Krause) - ボーカル
  - サリー・ポッター (Sally Potter) - ボーカル
  - フィル・ミントン (Phil Minton) - ボーカル
  - ビル・ジローニス (Bill Gilonis) - ギター、ベース

## ディスコグラフィ

### スタジオ・アルバム
- Sirens & Silences / Work Resumed On The Tower (1984年、レコメンデッド)
- Letters Home (1986年、レコメンデッド)

### シングル
- "Contraries" (1984年、レコメンデッド) ※ファースト・アルバムの予約特典として制作された限定7インチ・シングル

### ボックス・セット
- 『バベルからの便り：全作品集』 - Complete (2006年、レコメンデッド)[6]